# Lahepera järv
Het Lahepera järv (Laheperameer, ook wel Lahe järv, Duits: Lahhe-See) is een meer in de gemeente Peipsiääre in de Estlandse provincie Tartumaa.

## Geografie
Het meer is langgerekt (2,62 km lang en 550 m breed). De plaatsen rond het meer zijn vanuit het noordwesten met de wijzers van de klok mee Lahepera, Kesklahe, Lahe, Savimetsa en Rupsi. Het meer valt bestuurlijk onder het dorp Savimetsa.
Het meer ligt minder dan 200 meter van het Peipusmeer verwijderd. De korte waterweg met een breedte van 8 meter die de twee meren verbindt, heet de Lahe jõgi (‘rivier Lahe’). Na het water dat via de Lahe jõgi binnenkomt uit het Peipusmeer, is de belangrijkste voedingsbron voor het meer een sloot, de Naelavere peakraav.

De oevers van het meer zijn steil, maar de bodem is tamelijk vlak en bestaat uit een dikke laag modder.

## Fauna
De visstand in het meer is afhankelijk van het Peipusmeer. Weinig vissen leven er permanent. Vissen zwemmen het meer in om daar voedsel te halen of te paaien. Vissers sluiten vaak de Lahe jõgi af met een net om de vis te vangen die het meer in of uit wil zwemmen. 's Zomers leven alver, baars, blankvoorn, brasem, grote modderkruiper, houting, kolblei, kroeskarper, kwabaal, paling, riviergrondel, ruisvoorn, snoek, tiendoornige stekelbaars, winde en zeelt in het meer. Alleen de kroeskarper overwintert er weleens.
Het meer is rijk aan fytoplankton.

## Foto's

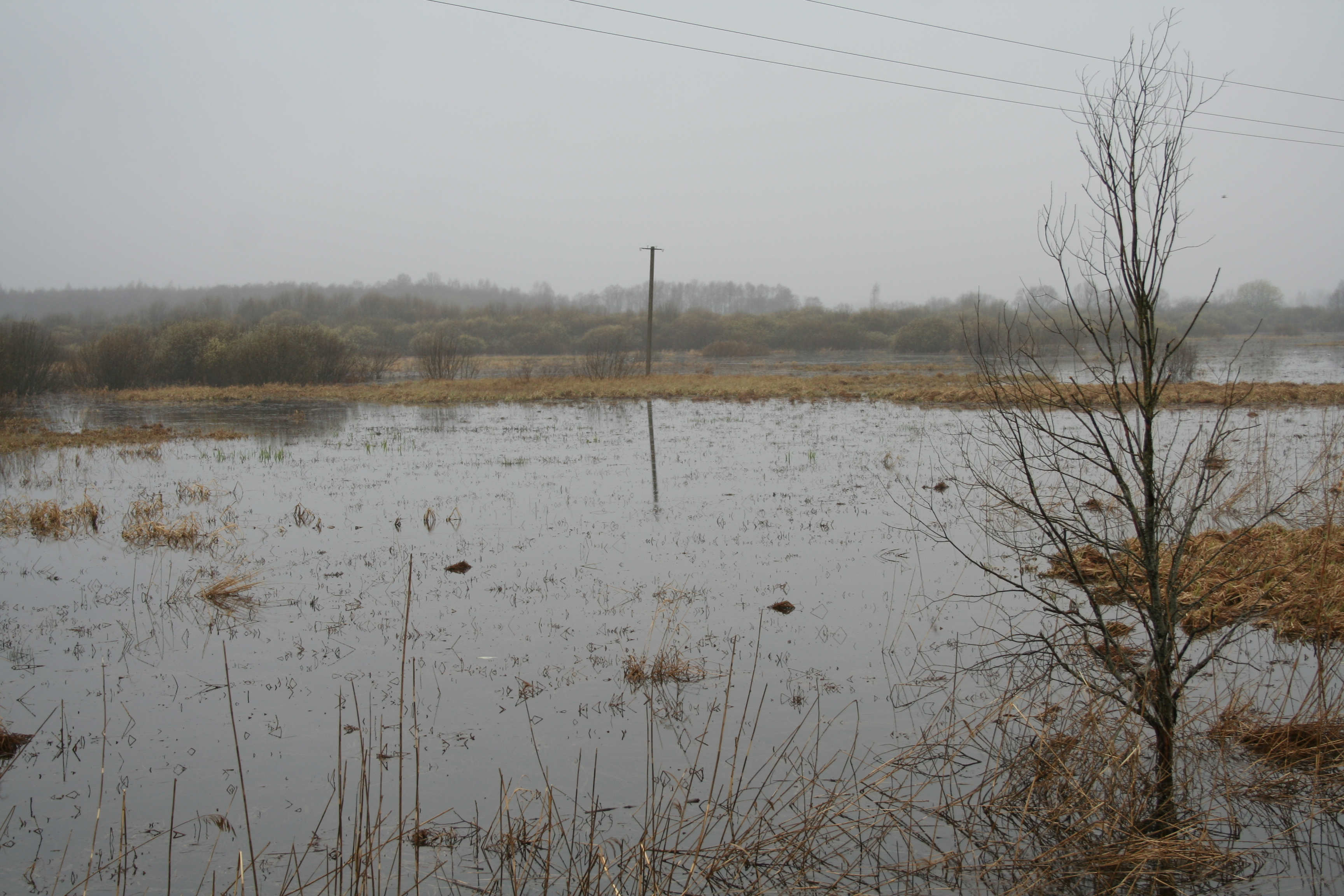
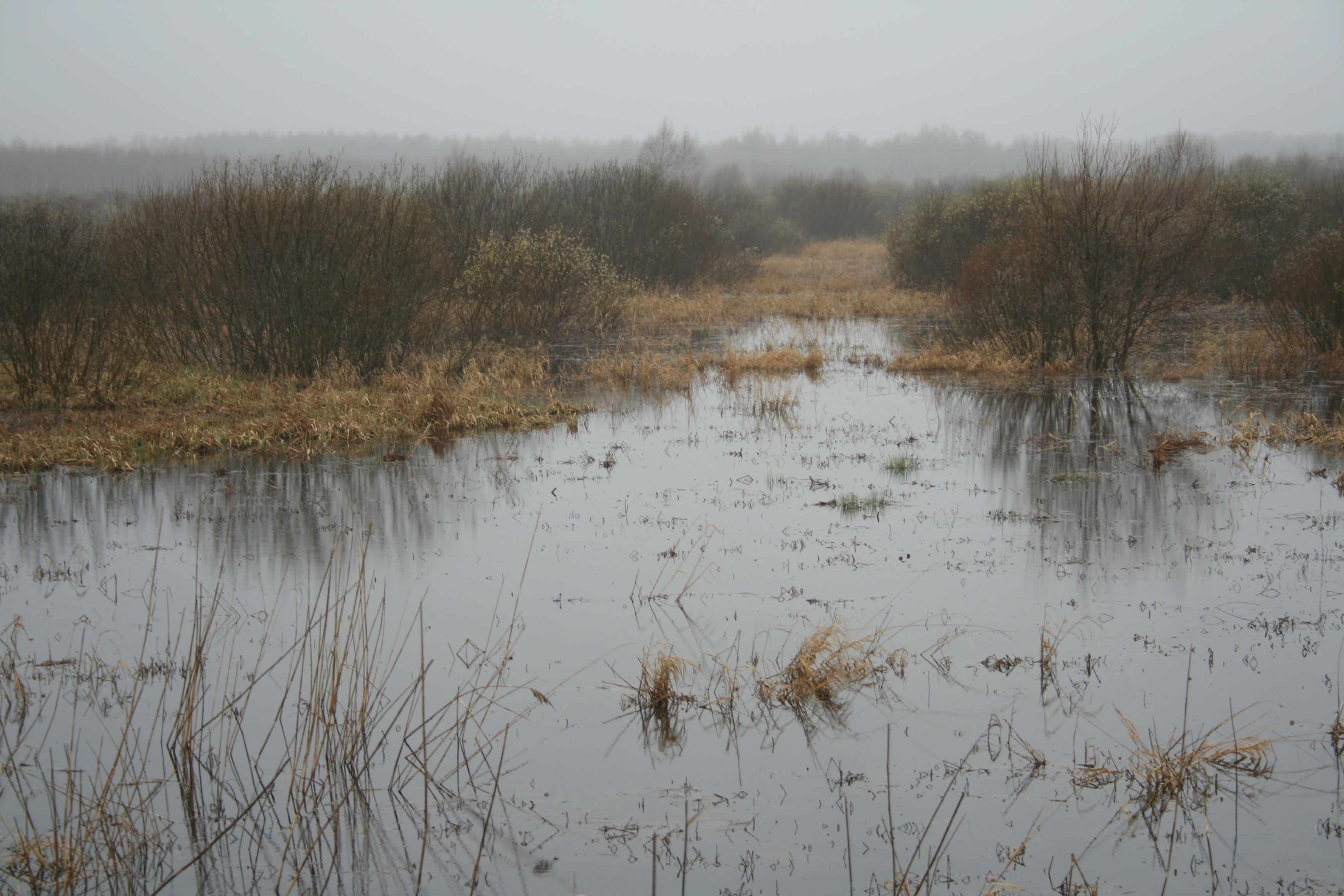